# خلنج برسي
خلنج برسي (الاسم العلمي: Erica gnaphalodes) هو نوع من النباتات يتبع جنس الخلنج من الفصيلة الخلنجية.
سمي هذا النوع نسبة إلى نبات البرسية (الاسم العلمي:Gnaphalium).